# Borsano
Borsano (Bursàn im West-Lombardischen Dialekt) ist ein Ortsteil (Fraktion) der italienischen Gemeinde Busto Arsizio in der Provinz Varese in der Region in der Lombardei. Mit Ausnahme der Zeit zwischen 1869 und 1912 war Borsano bis 1928 eine eigenständige Gemeinde.

## Bilder

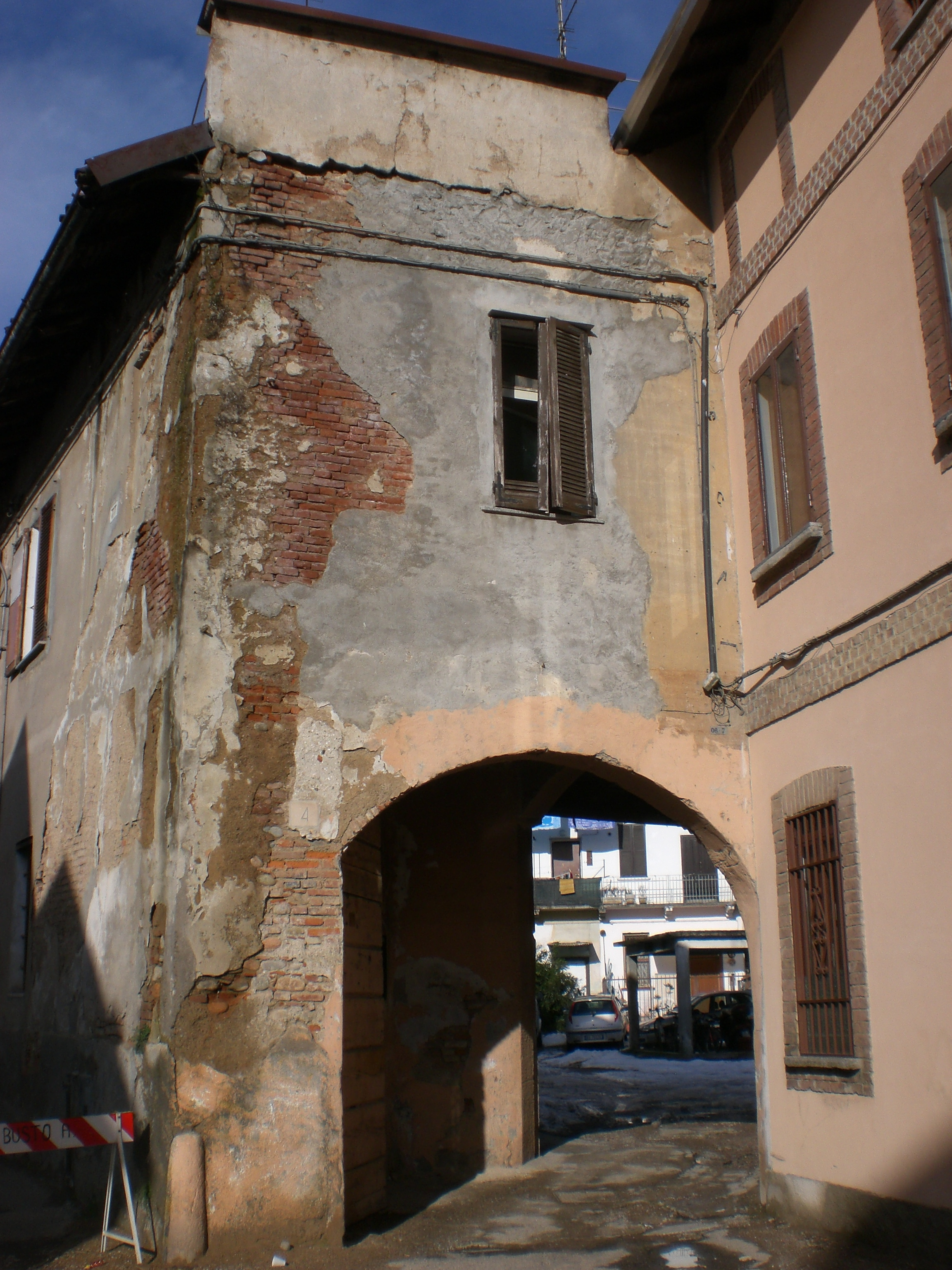
Porta Capuana
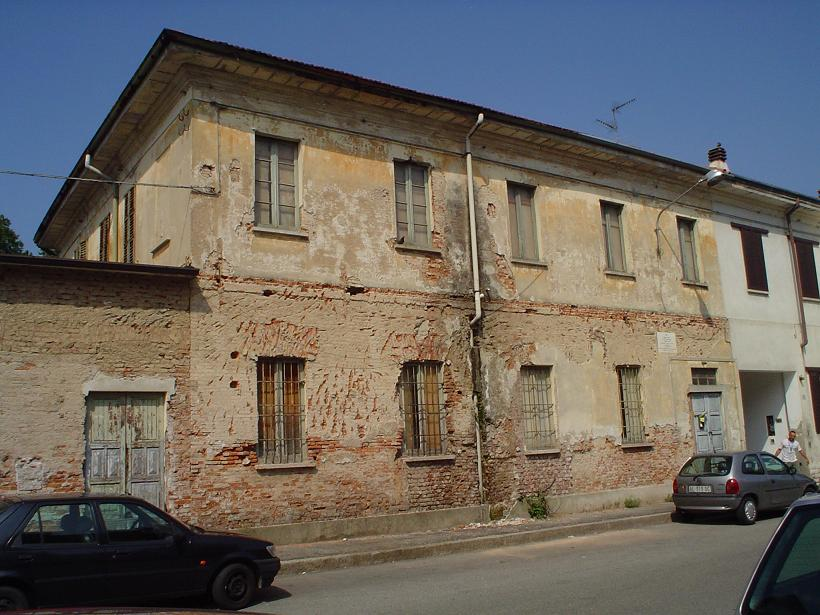
Ehemaliger Sitz der Gemeindeverwaltung von Borsano